# Padfone 2
Padfone 2 är en kombinerad smartphone och surfplatta från ASUS.
Tillbehör till hybridtelefonen ansluts via ASUS egna kontakt som även är kompatibel med micro-USB. Med telefonen medföljer dock en adapter som konverterar PadFonens 13-pins dockkontakt till en traditionell micro-USB kontakt. Telefonen stödjer även USB-host läge som med andra ord innebär att man kan ansluta andra enheter, så som kameror eller minneskort till telefonen via USB protokollet.